# Ell (Luxemburg)
Ell is een dorp en gemeente in het Luxemburgse Kanton Redange.
De gemeente heeft een totale oppervlakte van 21,55 km² en telde 983 inwoners op 1 januari 2007.

## Kernen
- Colpach-Bas (Nidderkolpech, Niedercolpach)
- Colpach-Haut (Uewerkolpech, Obercolpach)
- Ell
- Petit-Nobressart (Kleng-Elchert, Kleinelcheroth)
- Roodt (Rued)

## Evolutie van het inwoneraantal
| Jaar                              | 2001 | 2002 | 2003 | 2004 | 2005 |
| --------------------------------- | ---- | ---- | ---- | ---- | ---- |
| Inwoneraantal                     | 823  | 842  | 874  | 871  | 929  |
| Opmerking: tellingen op 1 januari |      |      |      |      |      |

## Aangrenzende gemeenten
| Aangrenzende gemeenten | Aangrenzende gemeenten | Aangrenzende gemeenten | Aangrenzende gemeenten | Aangrenzende gemeenten |
| ---------------------- | ---------------------- | ---------------------- | ---------------------- | ---------------------- |
|                        |                        | Rambrouch              |                        |                        |
|                        |                        |                        |                        |                        |
| Attert (B)             | Redange                |                        |                        |                        |
|                        |                        |                        |                        |                        |
|                        |                        |                        |                        | Beckerich              |